# Downgrade
Downgrade é um termo utilizado para designar o método oposto ao upgrade.
Caracteriza-se por retornar um hardware ou software a um ponto anterior. Foi amplamente difundido na época do lançamento do Windows Vista, por este ser tachado como inferior ao seu antecessor por algumas pessoas, consequentemente, muitos usuários e empresas realizaram o downgrade para o Windows XP.